# Mairy-Mainville
Mairy-Mainville é uma comuna francesa na região administrativa de Grande Leste, no departamento de Meurthe-et-Moselle. Estende-se por uma área de 12,42 km². Em 2010 a comuna tinha 576 habitantes (densidade: 46,4 hab./km²).